# Liolaemus pagaburoi
Liolaemus pagaburoi är en ödleart som beskrevs av  Lobo 1999. Liolaemus pagaburoi ingår i släktet Liolaemus och familjen Tropiduridae. Inga underarter finns listade i Catalogue of Life.